# Lethrus fallax
Lethrus fallax är en skalbaggsart som beskrevs av Nikolajev 1975. Lethrus fallax ingår i släktet Lethrus och familjen tordyvlar. Inga underarter finns listade i Catalogue of Life.